# Woonzorgcentrum Sint-Anna

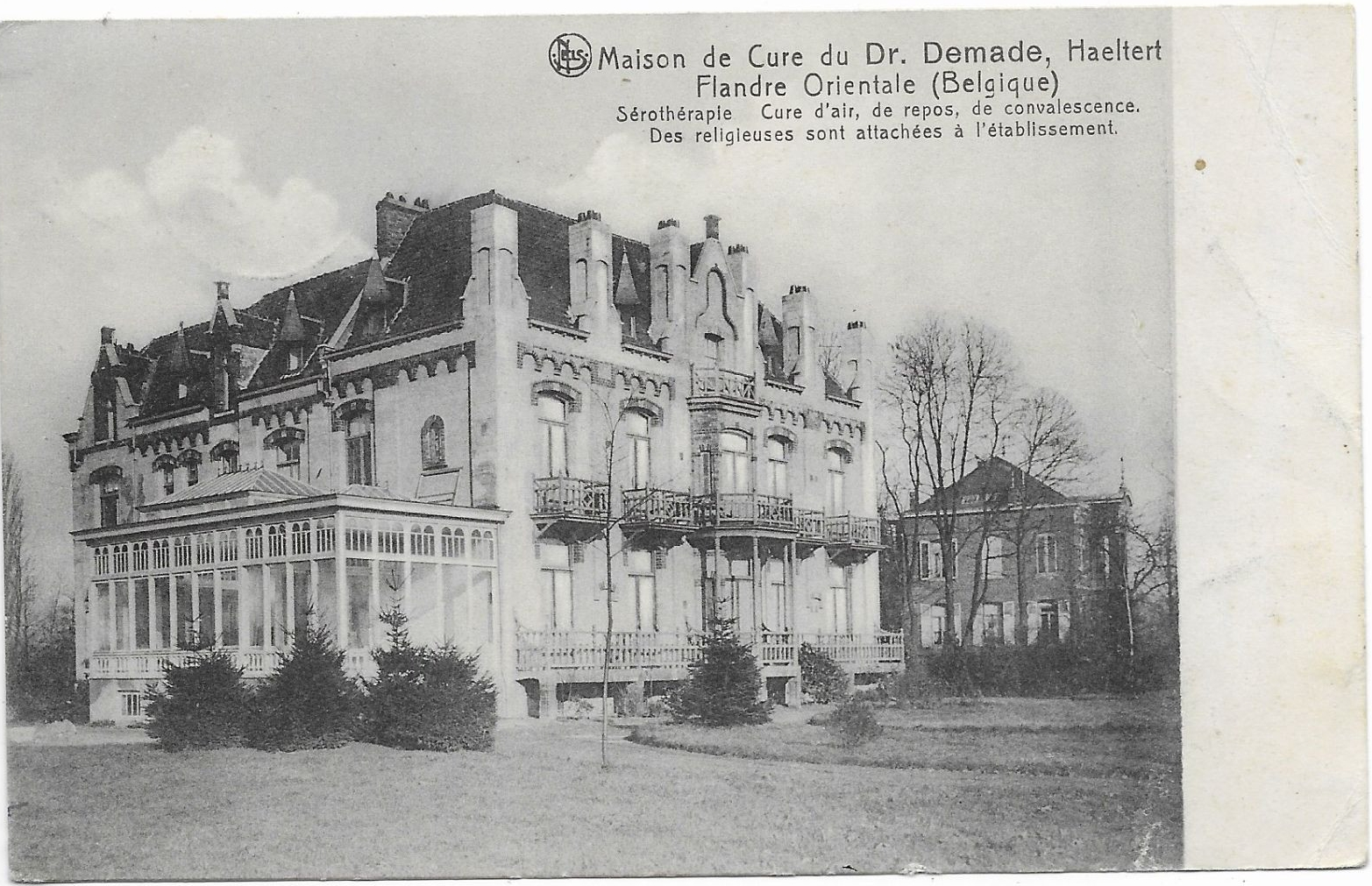
Maison de Cure du Dr. Demade (1912)

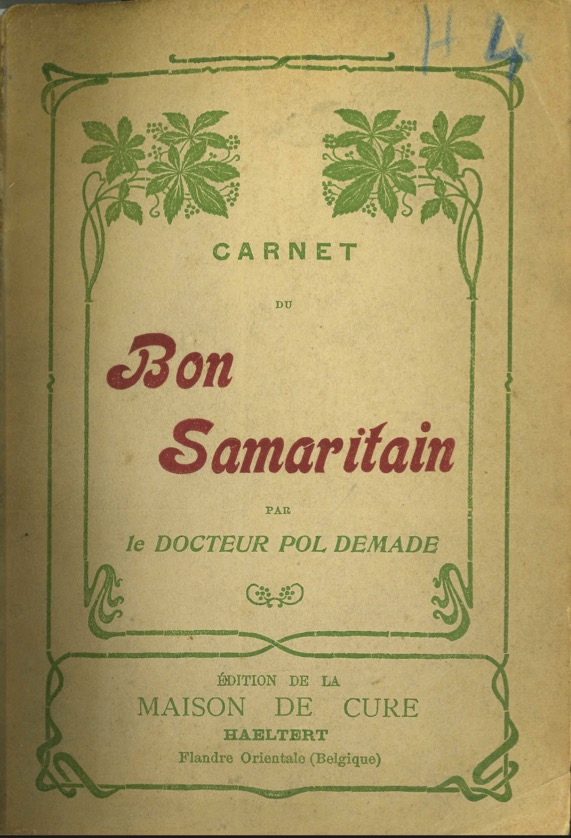
Kaft van le Carnet-du-Bon-Samaritain

Woonzorgcentrum Sint-Anna is een woonzorgcentrum in Haaltert in de Belgische provincie Oost-Vlaanderen. Het is omstreeks 1900 als kuuroord opgericht door de Brusselse geneesheer Pol Demade onder de naam Maison de cure du Dr. Demade. In de volksmond wordt het 'De Made' genoemd. Maison de Cure was een kuuroord voor gegoede dames uit Brussel die naar Haaltert kwamen voor de gezonde plattelandslucht. In 1921 namen de Zwarte zusters van Aalst het beheer in handen tot de fusie met de Groep Sint-Franciscus. In de jaren 2020 is het een woonzorgcentrum met 106 plaatsen voor opvang en verzorging aan valide, zorgbehoevende en dementerende ouderen.

## Geschiedenis
Pol Demade, vermaard geneesheer en journalist, geboren te Komen in 1863 uit Franse vader en Vlaamse moeder liep school in het Klein Seminarie Roeselare, de broedschool van het flamingantisme, en nadien in het Bisschoppelijk College in Kortrijk. Na zijn humaniora behaalde hij in 1890 zijn doktersdiploma in Leuven. Na zijn studies in Leuven volgde hij twee jaar opleiding in Parijs bij de bekende zenuwspecialist dokter Charcot. Na enige tijd studie bij professor Desplats in Rijsel vestigde Demade zich definitief in Brussel. In 1891 begon hij aan een eenmansuitgave: Le jardin de la santé, revue familiere de medecine, hygiéne et alimentation. Hij promootte hierin een gezonde levenswijze en middeltjes en methoden om kleine kwalen zelf te genezen. Zijn collega's noemden hem daarom vaak "un gate metier", een stielbederver. Demade daarentegen was een gewetensvol geneesheer en een bekwaam prozaïst. Rechtvaardigheid was voor hem geen ijdel begrip. Om het onrecht te bestrijden had hij een adequaat wapen, nl. zijn scherpe pen. Een tiental uitgaven, alle Franstalig, van hem zijn bekend waaronder Carnet du bon Samaratain. Receuil de conseils pour les petites miséres de l'Existence. Edition de la maison de cure de Haaltert. Het is aan te nemen dat de dokter het mondaine Brusselse milieu verliet en de rust en kalmte zocht in het landelijke Haaltert, waar hij in 1910  zijn 'Maison de Cure' liet bouwen.

### Voor 1921
Dr. Demade woonde in de woning naast het kuuroord (1863-1936) en wijdde zich aan zijn patiënten. Vrij vlug kreeg het Haaltertse kuuroord een reputatie, zij het dan meestal in Franstalige kapitaalkrachtige kringen. Rijke dames uit het Brusselse kwamen naar Haaltert voor de gezonde buitenlucht. Een adellijke dame werd bij haar overlijden met een als rouwkapel ingerichte treinwagon, terug naar Brussel gevoerd voor de begraving.

### Na 1921
Tijdens de Grote Oorlog verbleef dr. Demade in Nederland. Na zijn terugkomst ging hij het rustiger aandoen en kon of wou hij niet langer het kuuroord leiden. De instelling werd in 1921 verkocht aan de Zwarte Zusters van de H. Augustinus van het Onze-Lieve-Vrouwziekenhuis van Aalst. Deze congregatie had het beheer in handen tot de fusie met de Groep Sint-Franciscus in 2014.

## Van kuuroord naar woonzorgcentrum
Woonzorgcentrum Sint-Anna is christelijk geïnspireerd en gegroeid uit de congregatie van de Zwarte Zusters van de H. Augustinus. Door de jaren heen groeide het uit tot een rust- en verzorgingstehuis. Het oorspronkelijk gebouw breidde uit in 1932, 1960 en 1978. De laatste nieuwbouw dateert van 1986, met kamers groter dan 25 m². In 2005 en 2006 werden de kamers gerenoveerd. Sinds juni 2021 zijn zes kamers ingericht als mantelzorgkamers waar koppels met een zelfredzame en een zorgbehoevende partner kunnen verblijven.   

## Fotogalerij

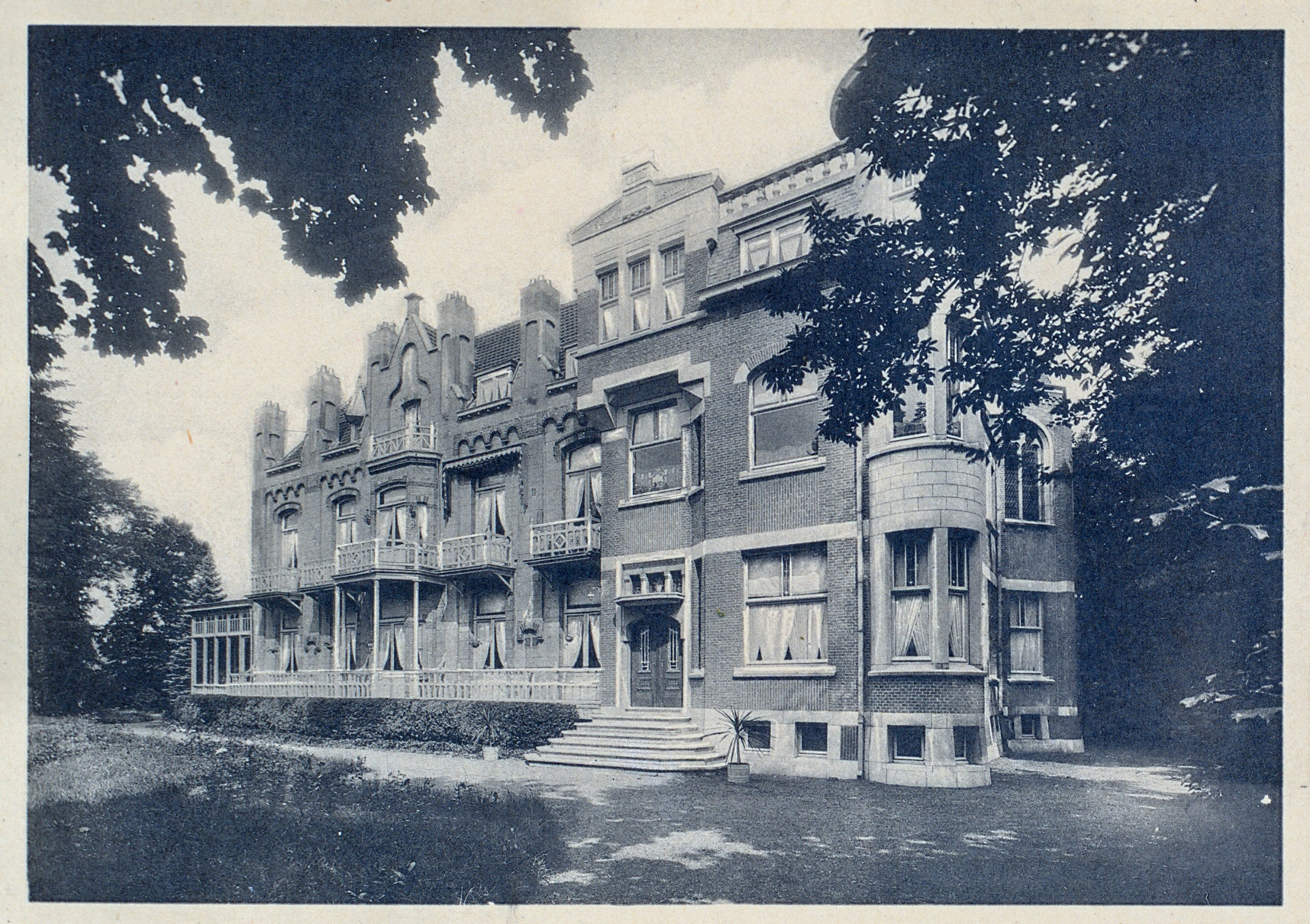
Vooraanzicht Maison De Cure
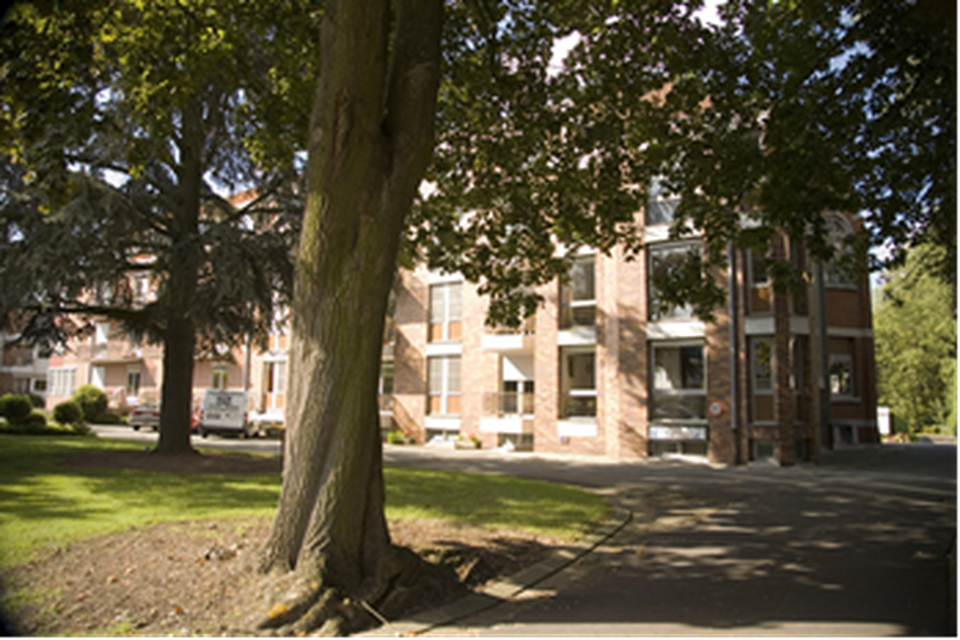
Vooraanzicht wzc Sint-Anna
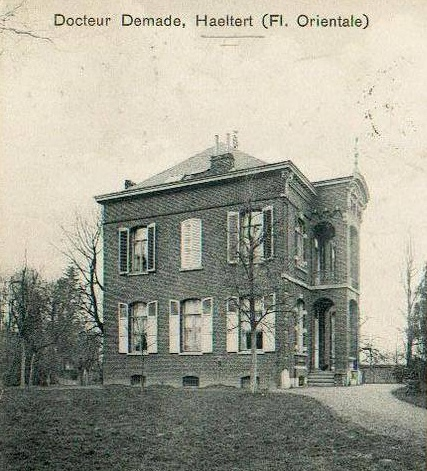
Privéwoonst dr. Demade (oud)
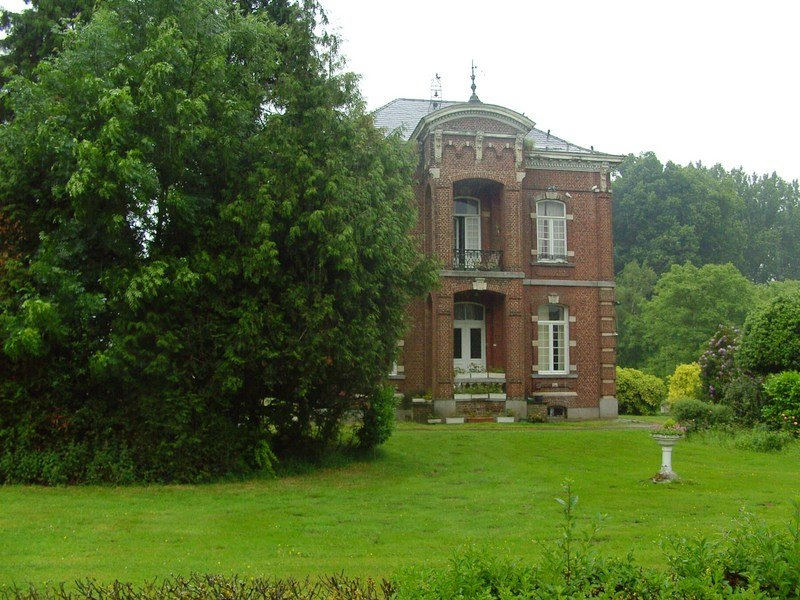
Privéwoonst dr. Demade (nu)